# Aqueronte

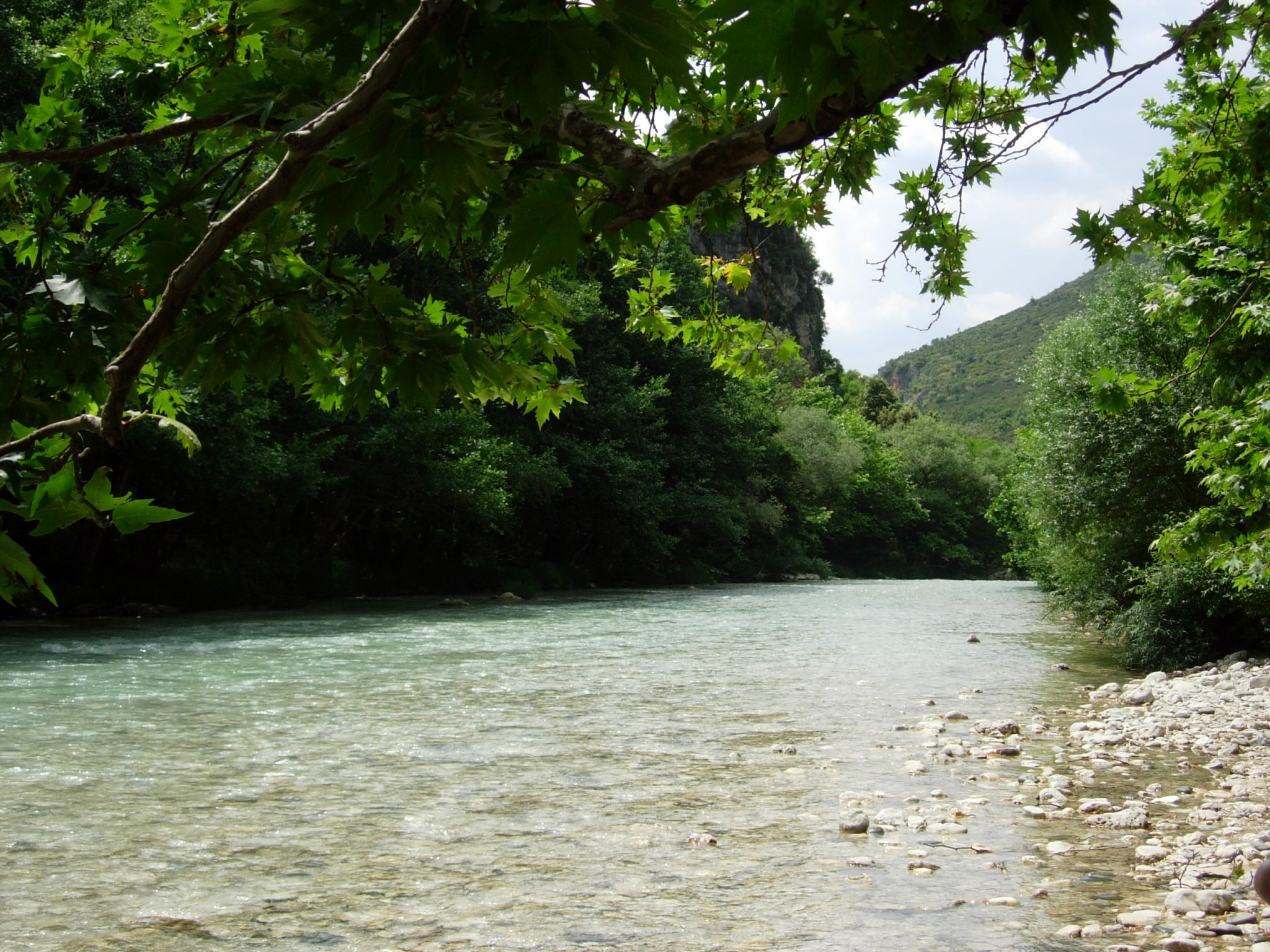
Rio Acheron perto da aldeia de Glyki

O logo após sua morte, a alma era levada de barco pelo Caronte, deixando no Rio Aqueronte todos os seus sonhos, desejos e deveres que não foram realizados em vida.
O rio mitológico Aqueronte localiza-se no Epiro, região do noroeste da Grécia. O nome rio pode ser traduzido como "rio do infortúnio" e acreditava-se que fosse um afluente do Rio Estige, este localizado no Mundo Inferior. Nele se encontra Caronte, o barqueiro que leva as almas recém-chegadas ao outro lado do rio, às portas do Hades, onde o Cérbero os aguarda.
Acreditava-se também que um outro afluente do Aqueronte emergia no cabo Aquerúsio (atualmente chamado de Eregli, situado na Turquia), e foi visto pelos Argonautas, de acordo com Apolônio de Rodes.
Os gregos estabelecidos na Itália identificavam o lago Aquerúsia, no qual o Aqueronte fluía, como sendo o lago Averno.
No Fédon de Platão, o filósofo aponta o Aqueronte como sendo o segundo maior rio do mundo (o primeiro é Oceano). Platão declarava que o Aqueronte fluía na direção oposta de Oceano, sob a terra de lugares desertos.
A palavra é também ocasionalmente usada como uma sinédoque para o próprio Hades.
O deus do rio concebeu Ascálafo com Orfne (ou Górgira, de acordo com outra versão).
Virgílio menciona o Aqueronte junto a outros rios infernais em sua descrição do mundo dos mortos no Livro VI da Eneida.
No Inferno de Dante, o rio Aqueronte forma fronteira com o Inferno na região chamada de Ante-Inferno. Seguindo a tradição da mitologia grega, Caronte é quem transporta almas no rio em direção ao Inferno.

## Aqueronte na geografia grega
Pausânias menciona um lago chamado Aquerúsia e um rio chamado Aqueronte, na Tesprócia, junto às ruínas de Necromanteion, a Parga, cidade grega situada na parte continental desse país, diretamente oposta a Corfu [carece de fontes?]. Segundo o autor, foi inspirado nesta região que Homero descreveu o Hades, dando aos rios do mundo infernal nomes dos rios da Tesprócia.

## Aqueronte além da mitologia grega
Na era pré-cataclísmica de Robert E. Howard, o Aqueronte era um reino de trevas, tombado, contra o qual lutou Kull, na tentativa de prevenir sua ressurgência.